# 28 avril 1976
Le mercredi 28 avril 1976 est le 119e jour de l'année 1976.

## Naissances
- André Blaise Essama, activiste camerounais
- Arnold Rieder, skieur alpin italien
- Grant Esterhuizen, joueur sud-africain de rugby à XV
- Jamal Williams, joueur de football américain
- Joseph Ndo, footballeur camerounais
- Michael Balter, politicien belge
- Mikaele Tuugahala, joueur de rugby
- Mohamed Chawki, universitaire égyptien
- Norbert Berényi, joueur hongrois de hockey sur glace
- Olivier Becht, homme politique français
- Promoe, rappeur suédois
- Sara Whalen, joueuse américaine de soccer
- Sylvain Grisot, urbaniste français
- Sylwia Nowak, patineuse artistique polonaise, née en 1976
- Tom Colsoul, pilote et copilote de rallye belge
- Zoran Klemenčič, coureur cycliste slovène

## Décès
- Eugen Roth (né le 24 janvier 1895), poète allemand
- Jürgen Bartsch (né le 6 novembre 1946), tueur en série allemand
- Joaquín Sáenz y Arriaga (né le 12 octobre 1899), ecclésiastique mexicain et théologien catholique
- Richard Hughes (né le 19 avril 1900), écrivain britannique
- Walther von Seydlitz-Kurzbach (né le 22 août 1888), général allemand
- Yaichirō Okada (né le 24 juin 1892), zoologiste japonais (1892-1976)

## Evénements
- Sortie du film Adieu ma jolie
- Sortie du film L'Odyssée du Hindenburg
- Début de la série TV Les Fantômes du château
- Création du Service technique de recherches judiciaires et documentation
- Sortie du film Tueur d'élite